# 北村惣一郎
北村 惣一郎（きたむら そういちろう、1941年〈昭和16年〉1月8日 - ）は、日本の医学者、医師。国立循環器病センター名誉総長。奈良県立医科大学名誉教授。堺市立病院機構理事。地方独立行政法人堺市立病院機構理事長。心臓血管外科専門医認定機構代表幹事、日本胸部外科学会会長。兵庫県西宮市出身。

## 略歴・人物
- 1959年（昭和34年） : 甲陽学院中学校・高等学校卒業（40回）
- 1965年 : 大阪大学医学部卒業・大阪大学第一外科入局
- 1981年 : 奈良県立医科大学第三外科教授
- 2000年（平成12年） : 国立循環器病センター病院長
- 2001年 : 国立循環器病センター総長
- 2008年 : 国立循環器病センター名誉総長
- 2012年 : 地方独立行政法人堺市立病院機構理事長（2016年3月退任）

川崎病外科治療の開発に貢献した。また、日本での心臓移植の再開に尽力し、脳死移植法下での国内第2例、第3例を執刀。(第1例は大阪大学第一外科の松田教授)

## 受賞歴・叙勲歴
- 大阪大学楠本賞（1965年）
- 日本医師会医学賞（1991年）
- 紫綬褒章（2003年）
- 武田医学賞（2006年）
- 瑞宝重光章（2014年）[2][3]
- 日本学士院賞（2017年）

## 著書
- 組織移植―採取・保存・使用技術マニュアル 2001/12/12
- 心臓血管外科手術書 2002/7/10
- 重症心不全―診断・治療・病理の最前線 2003/2/1
- 胸部移植プロトコール集 ― シクロスポリンによる免疫抑制療法 2003/2
- ポリンによる免疫抑制療法 2003/2
- 心臓病―診断と治療の最前線（先端医療シリーズ）2004/7
- 最新版 家庭医学大全科 2004/10
- 日本医薬品集 医療薬 2006年版 2005/9/21
- 新しい心臓外科看護の知識と実際 (THE BEST NURSING) 2006/3
- ICU看護マニュアル（国循マニュアルシリーズ）2006/5/1
- カラーアトラス血管疾患 ― its clinical and patholog 2007/11
- からだと心の医学事典 ― チャートで検索 2008/9
- 家庭医学大全科 2010/10